# Горан Хаджич
Горан Хаджич (серб. Горан Хаџић; 7 вересня 1958, Вінковці,  Хорватія, СФРЮ — 12 липня 2016, Новий Сад, Сербія) —  хорватський політик сербського походження, другий президент  Республіки Сербська Країна під час війни на Балканах, з 26 лютого 1992 року до 1994 року. 
До  війни в Хорватії Хаджич працював на складі. Політичну активність почав у юності як член  Союзу комуністів Югославії. В кінці 1980-х років, Хаджич вступив вступив в  Сербську демократичну партію і швидко зробив кар'єру.
Був лідером сербської громади Хорватії та одним із захисників прав сербів в  Хорватії. Після того, як в травні 2011 р. в Сербії був заарештований екс-командувач армією боснійських сербів Ратко Младич залишався єдиним не спійманим сербським обвинуваченим у військових злочинах Гаазьким трибуналом; після затримання 20 липня 2011 року поліцією Сербії суд Сербії з військових злочинів ухвалив, що колишній лідер хорватських сербів Горан Хаджич може бути переданий Міжнародному трибуналу по колишній Югославії.
У 2014 році судові слухання щодо Хаджича припинилися, оскільки у нього діагностували пухлину головного мозку, яку неможливо було прооперувати.
Помер 12 липня 2016 року.